# 浅間山 (岐阜県可児市・多治見市)
浅間山（せんげんやま）は、岐阜県可児市と多治見市とに跨がる標高372mの山である。美濃富士（みのふじ）の異称をもつ。

## 概要
山頂は可児市における最高地点である。ふもとには浅間林道が通る。
山頂には子授け・子育ての神を祀る浅間神社があり、毎年7月の第一日曜日に祭礼が催される。山岳信仰の対象であり、かつては女人禁制であったという。
山頂の南側に展望台があり、多治見市の市街地や近隣の山々が一望できる。手軽に登れるため、ハイキングに訪れる人も多い。

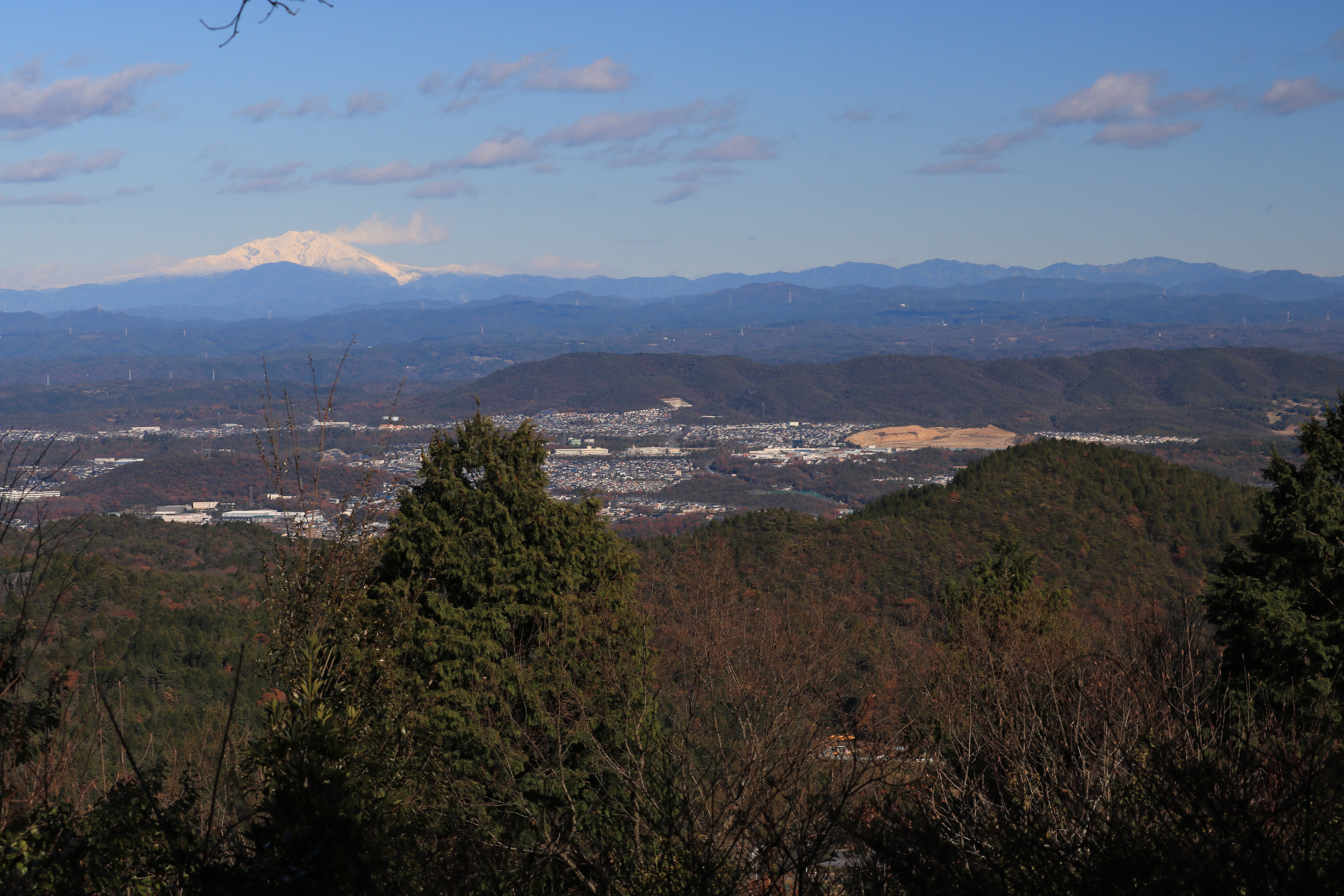
南側の弥勒山から望む浅間山周辺（中央部）、南山麓に可児市と多治見市の住宅地、左最奥に御嶽山

## 久々利のサクライソウ自生地
山頂付近に自生するサクライソウは「久々利のサクライソウ自生地」として国の天然記念物に指定されている（1978年8月指定）。1914年（大正3年）に久々利出身の加藤新市によって発見された。なお、サクライソウの自生地として国の天然記念物に指定されているのは、国内ではここが唯一である。近年見られる数が減っており絶滅寸前である。
「久々利のサクライソウ自生地」となっているが、正式な住所は「久々利柿下入会（くくりかきしたいりあい）」である。久々利となっているのは、かつて久々利村であったことや、一帯が久々利と呼ばれている事によると推測できる。